# Cyrtonus oomorphus
Cyrtonus oomorphus é uma espécie de artrópode pertencente à família Chrysomelidae.